# Maison des étudiants canadiens
 (septembre 2023).
Si vous disposez d'ouvrages ou d'articles de référence ou si vous connaissez des sites web de qualité traitant du thème abordé ici, merci de compléter l'article en donnant les références utiles à sa vérifiabilité et en les liant à la section « Notes et références ».

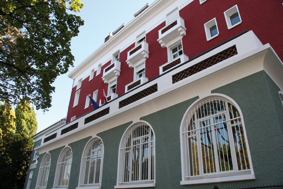
Maison des étudiants canadiens

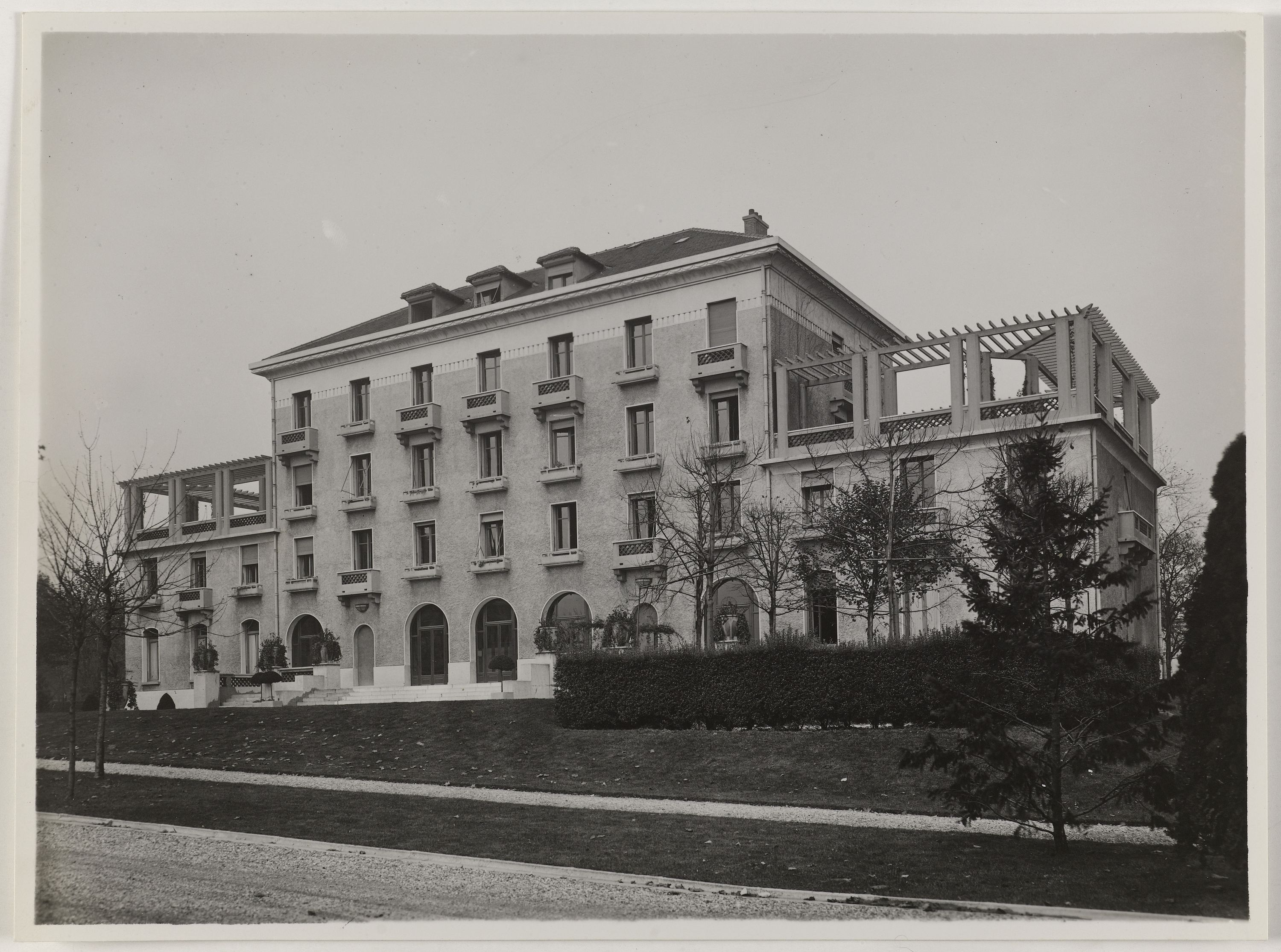
La Maison des étudiants canadiens en 1933, peu après sa fondation

La Maison des étudiants canadiens est l’une des 40 maisons qui constituent la Cité internationale universitaire de Paris dans le 14e arrondissement.
Fondée en 1926 grâce à un don de l'homme d'affaires montréalais Joseph-Marcellin Wilson, elle sera la deuxième maison à voir le jour à la CIUP et la première à ouvrir ses portes. Dans les années 1968-1969, deux ailes sont ajoutées à la « MEC » afin de pouvoir accueillir un plus grand nombre de résidents. Elle sera de nouveau rénovée et agrandie en 1984 et en 2005-2006.
La mission de la maison est d’accueillir des étudiants des cycles universitaires supérieurs et des chercheurs d’origine canadienne.

## Galerie

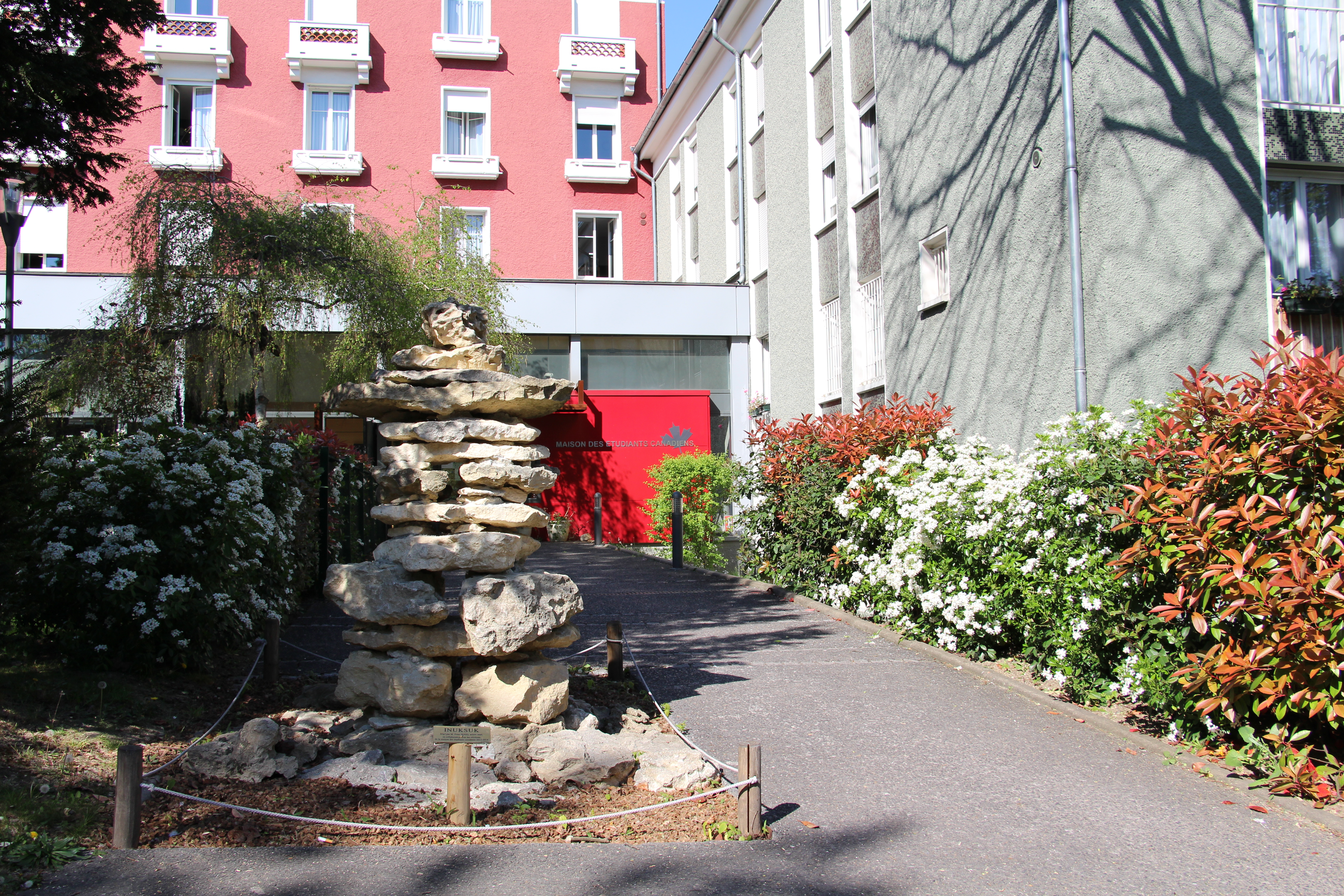
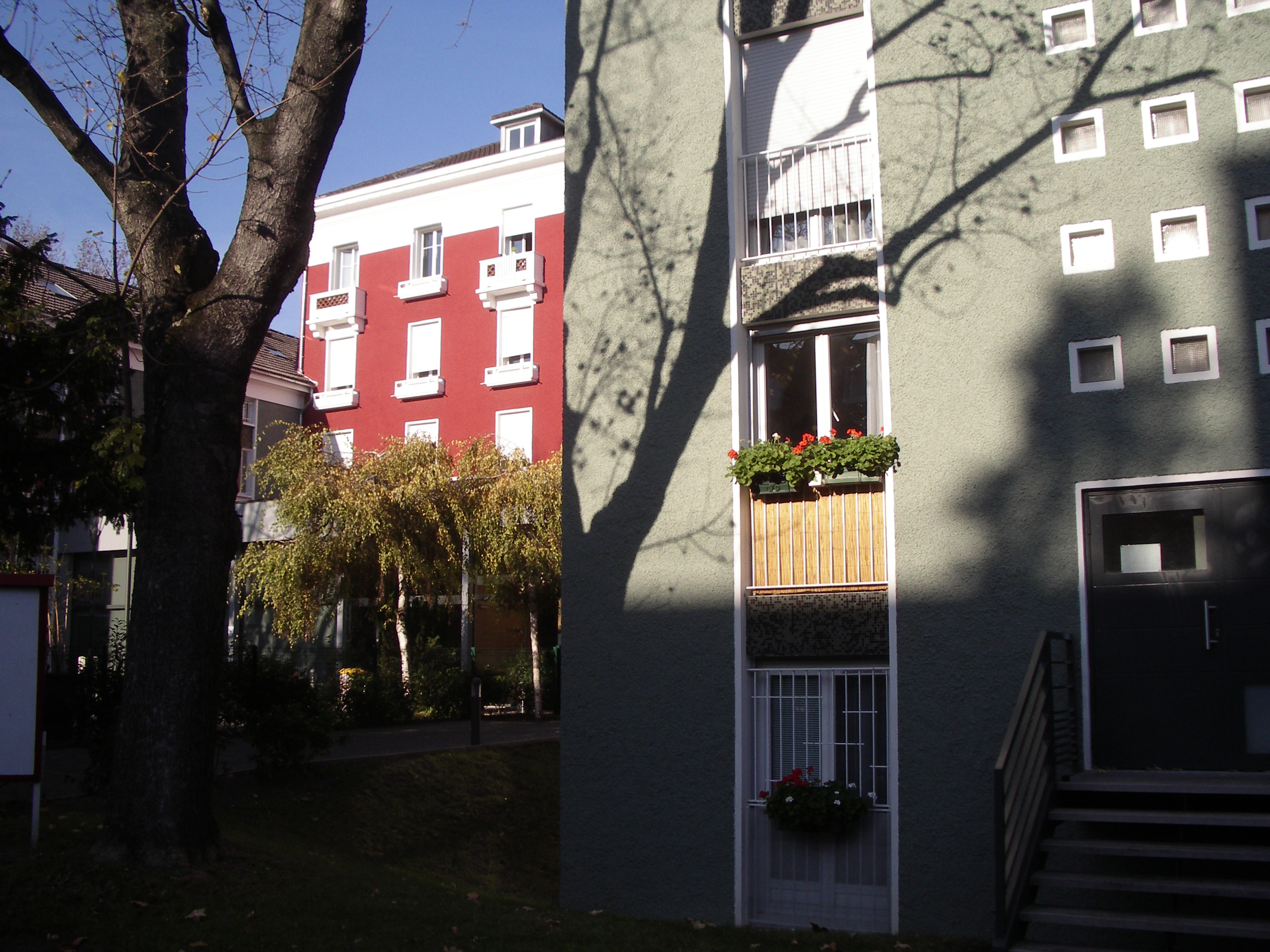

## Anciens résidents célèbres
- Hubert Aquin
- Louise Beaudoin
- Jean Besré
- Roch Carrier
- Adrienne Clarkson
- Rock Demers
- Jean Letarte[1]
- Bernard Landry
- Camille Laurin
- Jean-Marc Léger
- Gaston Miron
- Jacques Parizeau
- Marcel Sabourin
- Pierre Elliott Trudeau
- Léo Bureau-Blouin